# Заостровцев, Юрий Евгеньевич
Юрий Евгеньевич Заостровцев (р. 10 сентября 1956, Москва) — деятель российских спецслужб, заместитель директора ФСБ — начальник департамента экономической безопасности (2000—2004), 1-й заместитель председателя правления Внешэкономбанка (2004—2007). Генерал-полковник (2004), действительный государственный советник Российской Федерации 1 класса (1998).

## Биография

### Семья
Дед, Алексей Тимофеевич Заостровцев (1899 — 1975) — контр-адмирал (1940), командовал бригадой подводных лодок.
Отец, Евгений Алексеевич Заостровцев — сотрудник КГБ СССР в отставке (согласно ряду СМИ — генерал-майор).

### Основные этапы биографии
Поскольку в 2000 году запрос газеты «Сегодня» на имя директора ФСБ с просьбой предоставить биографию Ю. Заостровцева остался без ответа, часть его биографии до назначения в 1998 году на высокую государственную должность, опубликованная газетой, основывалась на данных самой газеты. По этим данным Заостровцев в начале 1990-х годов работал в Министерстве безопасности Карелии (министр — Николай Патрушев), позже был переведён в Москву в Управление по борьбе с контрабандой и коррупцией ФСБ России, где возглавлял направление, курировавшее Государственный таможенный комитет России. В 1993 году уволился из ФСБ в звании полковника. В 1993—1996 годах возглавлял службу безопасности «Тверьуниверсалбанка». В 1996—1998 годах сначала работал в фирме «Медокс», входившую в группу «Сибирский алюминий», затем стал учредителем нескольких коммерческих фирм.
В июле — ноябре 1998 года — начальник отдела Главного контрольного управления Президента Российской Федерации.
В ноябре 1998 года был восстановлен в кадрах ФСБ и направлен в распоряжение Управления экономической контрразведки; при этом некоторое время он продолжал оставаться сотрудником Администрации Президента. К январю 2000 года — заместитель руководителя департамента экономической безопасности — начальник управления по контрразведывательному обеспечению финансово-банковской сферы (управление «К») ФСБ России (руководитель департамента — В. П. Иванов).
В начале 2000 года был назначен заместителем директора ФСБ России — руководителем департамента экономической безопасности.
В качестве представителя государства вошёл в состав советов директоров ОАО «Совкомфлот» (с августа 2000 года) и ОАО «Аэрофлот — российские авиалинии» (с сентября 2001 года).
Весной 2004 года выведен в действующий резерв с присвоением звания генерал-полковника. В марте 2004 года назначен первым заместителем председателя правления и членом совета директоров Внешэкономбанка. В июне 2007 года в ходе реорганизации Внешэкономбанка было создано правление, в которое Заостровцев назначен не был.

### Работа в ФСБ 1998—2004 годах
Публичную известность Юрий Заостровцев приобрёл после публикации 26 апреля 2000 года в газете «Сегодня», принадлежавшей холдингу Владимира Гусинского «Медиа-Мост», статьи «Банкир невидимого фронта». В статье приводились некоторые факты из биографии Заостровцева (как сказано в статье, запрос на имя директора ФСБ с просьбой предоставить биографию Ю. Заостровцева остался без ответа, и информация основывалась на данных газеты), на основе которых делался вывод:

Надзор со стороны ФСБ за финансами и банками в нашей стране осуществляет человек, хорошо знакомый с банками и финансами по охране разорившегося Тверьуниверсалбанка и по собственной предпринимательской деятельности в различных ЧОПах.

12 мая 2000 года в газете «Сегодня» под заголовком «Письма без ответа» были опубликованы запросы и письма, направленные газетой в адрес различных руководителей государства. В письме Президенту РФ В. В. Путину в частности говорилось:

В тот же день <26.04.2000> генерал Заостровцев собрал оперативное совещание и потребовал любыми средствами добиться возбуждения уголовного дела в отношении МОСТ-банка, обслуживающего счета всех СМИ, или в отношении других подразделений группы. И на этот раз, требуя выполнения своего указания, Ю. Заостровцев ссылался на Ваше личное на то поручение.

Впоследствии газета «Сегодня» ещё дважды возвращалась к деятельности Ю. Заостровцева.
Возглавляемое Заостровцевым подразделение ФСБ сыграло одну из ключевых ролей в начавшемся после появления статьи уголовном преследовании Гусинского и СМИ, входивших в принадлежавший ему холдинг «Медиа-Мост» (включая НТВ), а позже — в деле «Аэрофлота» (против Бориса Березовского) и деле ЮКОСа (против Михаила Ходорковского).
В сентябре 2001 года Юрий Заостровцев оказался в центре громкого скандала, известного как «мебельное дело»: согласно опубликованной в прессе информации одним из соучредителей фирм, обвинявшихся в занижении таможенных пошлин, был его отец Евгений Заостровцев, в то время как ФСБ активно противодействовала расследованию дела о контрабанде. Хотя документальных подтверждений причастности Заостровцева-старшего представлено не было, никаких опровержений в прессе или обращений в суд со стороны Заостровцева не последовало.